# Australian Open Series
Australian Open Series (ou "AO Series") é uma seleção de torneios de tênis realizados anualmente antes do início do Australian Open em Melbourne. Em 2023, há cinco torneios oficiais da Australian Open Series realizados em toda a Austrália em preparação para o primeiro Grand Slam do ano, conforme designado pela Tennis Australia.

## Torneios da série

### Semana 1
United Cup
- Categoria: competição mista por equipes ATP / WTA
- Subistitui a ATP Cup[2]

Canberra International
- Categoria: ATP Challenger Tour (100) / ITF W60[3] A partir da edição de 2024, o torneio passa a ser classificado como um Challenger WTA 125.[4]

### Semanas 1 e 2
Adelaide International
- Categoria: WTA 500 / ATP 250[5]

### Semana 2
Hobart International
- Categoria: WTA 250[6]

Kooyong Classic [en]
- Categoria: Torneio de exibição[7][8]

### Semanas 3 e 4
Australian Open
O Australian Open é um dos quatro eventos do Grand Slam no calendário internacional de tênis. É realizado no Melbourne Park, em Melbourne, na segunda quinzena de janeiro. É o Grand Slam oficial da Ásia-Pacífico.

## Torneios anteriores
Alguns torneios compuseram a série no passado e foram descontinuados:
- ATP Cup (2020, 2021 e 2022)
- Brisbane International (2009 a 2019)
- Hopman Cup (1989 a 2019)
- Sydney International (1885 a 2019 e 2022)
- World Tennis Challenge (2009 a 2019)
- Gippsland Trophy (2021) CV19
- Yarra Valley Classic (2021) CV19
- Great Ocean Road Open (2021) CV19
- Murray River Open (2021) CV19
- Grampians Trophy (2021) CV19
- Phillip Island Trophy (2021) CV19
- Melbourne Summer Set 1 (2022) CV19
- Melbourne Summer Set 2 (2022) CV19